# Anywhere Is
Anywhere Is è una singolo della cantante irlandese Enya, pubblicato nel 1995 come primo estratto dal quarto album in studio The Memory of Trees.

## Descrizione
Il testo parla del percorso della vita, un continuo viaggio che bisogna intraprendere con serenità, superando così le scelte e le difficoltà.
Il brano fu inoltre cantato davanti a Papa Giovanni Paolo II in occasione del Concerto di Natale in Vaticano del 1995.

## Video musicale
Nel video musicale del brano la cantante indossa un vestito rosso e percorre una strada. Si siede poi su un grande orologio, per riprendere successivamente il cammino e arrivare fino alla luna, fino a perdersi tra le nuvole. Ritrovata la strada grazie a un faro, la donna prosegue verso un campo di grano dove delle ragazze giocano nel vento e delle violiniste avvolte in veli colorati la accompagnano. Successivamente entra nell'orologio, dove vi sono quattro porte, ognuna delle quali riserva un destino diverso. Infine la figura della cantante si moltiplica e scende una rampa di scale portandosi una mano sul cuore. Il video si conclude con Enya che si incammina all'interno dell'orologio.
Il video richiama le opere del pittore Maxfield Parrish, a cui più volte si sono ispirati i lavori dell'artista.

## Tracce
Testi di Roma Ryan, musiche di Enya.
1. Anywhere Is – 3:44
2. Boadicea – 3:31
3. Oriel Window – 2:22

## Classifiche
| Classifica        | Posizione massima |
| ----------------- | ----------------- |
| Australia         | 34                |
| Austria           | 8                 |
| Belgio (Vallonia) | 50                |
| Canada            | 62                |
| Europa            | 36                |
| Germania          | 44                |
| Giappone          | 1                 |
| Irlanda           | 8                 |
| Paesi Bassi       | 19                |
| Regno Unito       | 7                 |
| Svezia            | 33                |